# Cadillac Dreams
Cadillac Dreams ist ein US-amerikanischer Kurzfilm von Matia Karrell aus dem Jahr 1988. Das Drehbuch geht auf eine Geschichte von Ehrich Van Lowe zurück. Karrell wurde gemeinsam mit Abbee Goldstein, mit der sie den Film auch produzierte, für einen Oscar nominiert.

## Inhalt
Die Geschichte handelt von zwei Brüdern, die in Los Angeles leben. Der ältere von ihnen ist Drogendealer, der jüngere drogenabhängig. Er träumt davon, ein großer Erfinder zu werden. Die Drogen haben ihn jedoch schon so sehr zerstört, dass es unwahrscheinlich ist, dass er sein 20. Lebensjahr überhaupt erreichen wird.

## Produktion

### Produktionsnotizen
Bei dem Film handelt es sich um ein Projekt des Directing Workshop for Women und des American Film Institute, gefördert von der Gale Anne Hurd Foundation, der Pickford Foundation, der Corporation for Public Broadcasting, der Sony Corporation of America, der Bohen Foundation, von Michael Nesmith, Marsha Mason, der Hunt Foundation, von Ted Field – Interscope Communications, des Jean Picker Firstenberg Seminars und von Production Chairs und weiteren großzügigen Unternehmen und Einzelpersonen, die sich dafür einsetzen, Frauen in der Medienkunst Chancen zu bieten.

### Musik im Film
- Brandon Fields spielte im Film Saxophon.
- Der Titel Dream On wurde von Claude Brooks und Don Fullilove geschrieben und von Brooks vorgetragen.
- If You Get To Heaven wurde von Terence Trent D’Arby vorgetragen.

### Veröffentlichung
Der Film wurde erstmals am 1. Januar 1988 veröffentlicht.

## Auszeichnungen
Oscarverleihung 1989
- Nominierung für Matia Karrell und Abbee Goldstein für und mit dem Film in der Kategorie „Bester Kurzfilm“

Chicago International Film Festival 1989
- Nominiert für den Gold Hugo Matia Karrell in der Kategorie „Bester Kurzfilm“